# 約翰·D·拉特利夫
約翰·D·拉特利夫（英語：John D. Rateliff，1958年—）是一名美國獨立學者，專門研究迹象文学社和J·R·R·托爾金，曾編輯出版《哈比人的歷史》一書。另編撰有不少與《龍與地下城》相關的書籍。

## 生平
拉特利夫於1981年搬至威斯康星州，他在馬凱特大學攻讀並獲得了博士學位。
2007年，由拉特利夫編輯的《哈比人的歷史》出版，其中包含托爾金創作小說《哈比人》的草稿和各種修訂版本，以及拉特里夫本人的評論。

## 外部連結
- 官方网站（英文）